# Renato Savino
Renato Savino, né le 8 octobre 1926 à Istanbul (Turquie), est un réalisateur, scénariste et producteur de cinéma italien.

## Filmographie

### Réalisateur
- 1972 : Les Plaisirs charnels du nouveau Décaméron 300 (Decameron '300)
- 1972 : Merci, Mesdames les p... (Grazie signore p...)
- 1973 : Mamma... li turchi! (it)
- 1976 : I ragazzi della Roma violenta

### Scénariste
- 1967 : Si muore solo una volta de Giancarlo Romitelli
- 1968 : Avec Django, la mort est là (Joko invoca Dio... e muori) d'Antonio Margheriti
- 1970 : Killer amigo (Ehi amigo... sei morto!) de Paolo Bianchini
- 1970 : Chapagua de Giancarlo Romitelli
- 1971 : On m'appelle King (Lo chiamavano King) de Giancarlo Romitelli

### Producteur
- 1968 : Avec Django, la mort est là (Joko invoca Dio... e muori) d'Antonio Margheriti